# Reks
Reks, właściwie Corey Isiah Christie (ur. 24 sierpnia 1977) – amerykański raper związany z podziemną sceną stanu Massachusetts. Zadebiutował w 2001 roku wydając album Along Came The Chosen. W sumie wydał 11 solowych albumów. Raper kilkukrotnie grał koncerty w Polsce.

## Dyskografia
- 2001: Along Came the Chosen
- 2003: Rekless
- 2008: Grey Hairs
- 2009: More Grey Hairs
- 2011: Rhythmatic Eternal King Supreme
- 2012: Straight, No Chaser
- 2012: REBELutionary
- 2013: Revolution Cocktail
- 2014: Eyes Watching God
- 2016: The Greatest X
- 2018: Order In Chaos